# Санта-Марія-делла-Консолаціоне
Санта-Марія-делла-Консолаціоне (італ. Chiesa di Santa Maria della Consolazione, лат. Sanctae Mariae Consolationis — дослівно Церква Марії Утішительки у Римі) — церква ордену капуцинів у підніжжя Палатину в Римі. Сучасний фасад церкви зведений у маньєристичному стилі, церква відома своїми фресками.

## Положення
Церква знаходиться у Х районі Рима — Кампітеллі у підніжжя Палатинського пагорбу біля Тарпейської скелі та безпосередньо біля Римського Форуму.

## Історія
Перша будівля на цьому місці освячена за понтифікату папи Павла ІІ у 1470 році. До церкви також належав госпіталь Марії утішительки (звідси і італ. Maria della Consolazione). Вже після сторічного існування церква була перебудована (1583) будівничим Мартіно Лонґі старшим. Створена ним форма церкви збереглася досі.
Фасад церкви завершив Паскуаль Беллі лише у 1827 році.

## Інтер'єр

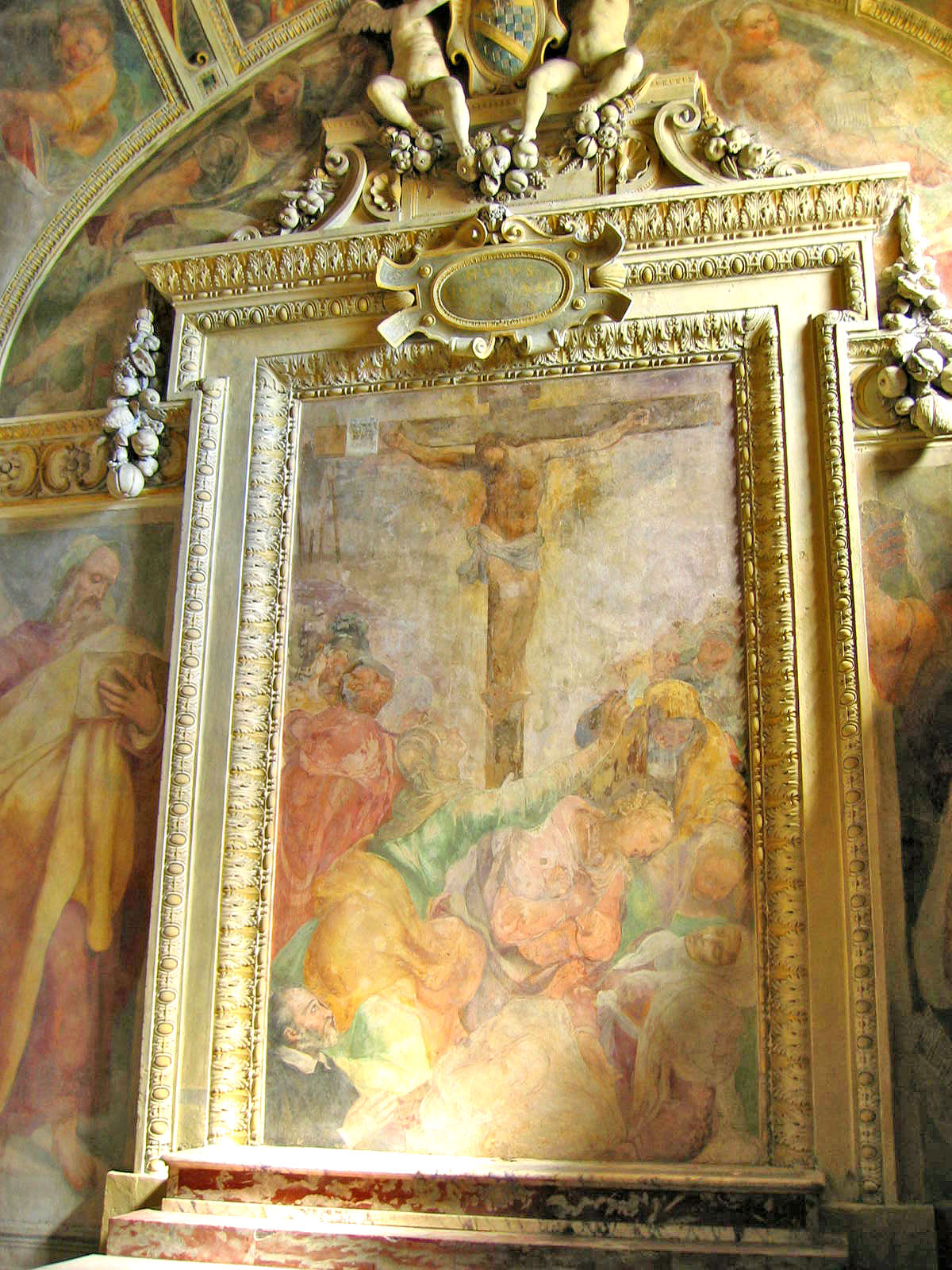
Фреска Цуккаро (1556)

Інтер'єр має три нави з п'ятьма каплицями на сторонах. Абсиду почав робити Джакомо делла Порта а завершив Мартіно Лонгі Старший. Серед основних робіт можна відзначити:
- Сцени страстей Христових — фрески Таддео Цуккаро (1556);
- Мадонна з немовлям і Святі — Лівіо Аґгресті (1575);
- Ікона Марії XIII століття;
- Вівтар, фреска святої Богоматері Утішительки, відновлена Антоніаццо Романо;
- Різдво, Успіння і сцени з життя Марії та Ісуса — Помаранчо;
- Свята Катерина, мармуровий рельєф Рафаелло да Монтелупо (1530).